# مقاطعة مبارك
مقاطعة مبارك هي مقاطعة في ولاية قشقداريا في أوزبكستان، ومركزها مدينة مبارك.